# باقراوغلو
باقراوغلی یکی از روستاهای استان آذربایجان شرقی است که در دهستان گرمادوز بخش گرمادوز شهرستان خداآفرین واقع شده‌است.